# TBC (album)
TBC is het debuutalbum van de Belgische postrockband Amatorski. Het album bestaat uit zeven (acht) nummers en duurt 39 minuten, inclusief de hidden track "Anthem & Hop-è". Het werd op 12 mei 2011 uitgebracht door Munich Records (cd-versie) en Vynilla Vinyl (elpee). De opnamen vonden plaats in het Track Muziekcentrum te Kortrijk en in de slaapkamer van Inne Eysermans (zang).

## Tracklist
1. "Fading" - 2:37
2. "Soldier" - 4:21
3. "Never Told" - 3:53
4. "Peaceful" - 4:03
5. "22 Februar" - 5:18
6. "8 November" - 7:38
7. "Cheapest Soundtrack" - 11:50
8. "Anthem & Hop-è" - 3:42

## Bezetting
- Inne Eysermans - leadzang, piano, gitaar, accordeon
- Sebastiaan Van Den Branden - zang, gitaar
- Hilke Ros - contrabas, synthbas
- Christophe Claeys - drums, vibrafoon, trompet

## Hitnoteringen

### NederlandseAlbum Top 100
| Hitnotering: 08-10-2011 t/m 22-10-2011 | Hitnotering: 08-10-2011 t/m 22-10-2011 | Hitnotering: 08-10-2011 t/m 22-10-2011 | Hitnotering: 08-10-2011 t/m 22-10-2011 | Hitnotering: 08-10-2011 t/m 22-10-2011 |
| Week:                                  | 1                                      | 2                                      | 3                                      |                                        |
| -------------------------------------- | -------------------------------------- | -------------------------------------- | -------------------------------------- | -------------------------------------- |
| Positie:                               | 37                                     | 58                                     | 84                                     | uit                                    |

### VlaamseUltratop 100Albums
| Hitnotering: (Week 1 t/m 20) 21-05-2011 t/m 01-10-2011 Hitnotering: (Week 21) 22-10-2011 Hitnotering: (Week 22 t/m) 07-01-2012 t/m | Hitnotering: (Week 1 t/m 20) 21-05-2011 t/m 01-10-2011 Hitnotering: (Week 21) 22-10-2011 Hitnotering: (Week 22 t/m) 07-01-2012 t/m | Hitnotering: (Week 1 t/m 20) 21-05-2011 t/m 01-10-2011 Hitnotering: (Week 21) 22-10-2011 Hitnotering: (Week 22 t/m) 07-01-2012 t/m | Hitnotering: (Week 1 t/m 20) 21-05-2011 t/m 01-10-2011 Hitnotering: (Week 21) 22-10-2011 Hitnotering: (Week 22 t/m) 07-01-2012 t/m | Hitnotering: (Week 1 t/m 20) 21-05-2011 t/m 01-10-2011 Hitnotering: (Week 21) 22-10-2011 Hitnotering: (Week 22 t/m) 07-01-2012 t/m | Hitnotering: (Week 1 t/m 20) 21-05-2011 t/m 01-10-2011 Hitnotering: (Week 21) 22-10-2011 Hitnotering: (Week 22 t/m) 07-01-2012 t/m | Hitnotering: (Week 1 t/m 20) 21-05-2011 t/m 01-10-2011 Hitnotering: (Week 21) 22-10-2011 Hitnotering: (Week 22 t/m) 07-01-2012 t/m | Hitnotering: (Week 1 t/m 20) 21-05-2011 t/m 01-10-2011 Hitnotering: (Week 21) 22-10-2011 Hitnotering: (Week 22 t/m) 07-01-2012 t/m | Hitnotering: (Week 1 t/m 20) 21-05-2011 t/m 01-10-2011 Hitnotering: (Week 21) 22-10-2011 Hitnotering: (Week 22 t/m) 07-01-2012 t/m | Hitnotering: (Week 1 t/m 20) 21-05-2011 t/m 01-10-2011 Hitnotering: (Week 21) 22-10-2011 Hitnotering: (Week 22 t/m) 07-01-2012 t/m | Hitnotering: (Week 1 t/m 20) 21-05-2011 t/m 01-10-2011 Hitnotering: (Week 21) 22-10-2011 Hitnotering: (Week 22 t/m) 07-01-2012 t/m | Hitnotering: (Week 1 t/m 20) 21-05-2011 t/m 01-10-2011 Hitnotering: (Week 21) 22-10-2011 Hitnotering: (Week 22 t/m) 07-01-2012 t/m | Hitnotering: (Week 1 t/m 20) 21-05-2011 t/m 01-10-2011 Hitnotering: (Week 21) 22-10-2011 Hitnotering: (Week 22 t/m) 07-01-2012 t/m | Hitnotering: (Week 1 t/m 20) 21-05-2011 t/m 01-10-2011 Hitnotering: (Week 21) 22-10-2011 Hitnotering: (Week 22 t/m) 07-01-2012 t/m | Hitnotering: (Week 1 t/m 20) 21-05-2011 t/m 01-10-2011 Hitnotering: (Week 21) 22-10-2011 Hitnotering: (Week 22 t/m) 07-01-2012 t/m | Hitnotering: (Week 1 t/m 20) 21-05-2011 t/m 01-10-2011 Hitnotering: (Week 21) 22-10-2011 Hitnotering: (Week 22 t/m) 07-01-2012 t/m | Hitnotering: (Week 1 t/m 20) 21-05-2011 t/m 01-10-2011 Hitnotering: (Week 21) 22-10-2011 Hitnotering: (Week 22 t/m) 07-01-2012 t/m | Hitnotering: (Week 1 t/m 20) 21-05-2011 t/m 01-10-2011 Hitnotering: (Week 21) 22-10-2011 Hitnotering: (Week 22 t/m) 07-01-2012 t/m | Hitnotering: (Week 1 t/m 20) 21-05-2011 t/m 01-10-2011 Hitnotering: (Week 21) 22-10-2011 Hitnotering: (Week 22 t/m) 07-01-2012 t/m | Hitnotering: (Week 1 t/m 20) 21-05-2011 t/m 01-10-2011 Hitnotering: (Week 21) 22-10-2011 Hitnotering: (Week 22 t/m) 07-01-2012 t/m | Hitnotering: (Week 1 t/m 20) 21-05-2011 t/m 01-10-2011 Hitnotering: (Week 21) 22-10-2011 Hitnotering: (Week 22 t/m) 07-01-2012 t/m | Hitnotering: (Week 1 t/m 20) 21-05-2011 t/m 01-10-2011 Hitnotering: (Week 21) 22-10-2011 Hitnotering: (Week 22 t/m) 07-01-2012 t/m | Hitnotering: (Week 1 t/m 20) 21-05-2011 t/m 01-10-2011 Hitnotering: (Week 21) 22-10-2011 Hitnotering: (Week 22 t/m) 07-01-2012 t/m | Hitnotering: (Week 1 t/m 20) 21-05-2011 t/m 01-10-2011 Hitnotering: (Week 21) 22-10-2011 Hitnotering: (Week 22 t/m) 07-01-2012 t/m | Hitnotering: (Week 1 t/m 20) 21-05-2011 t/m 01-10-2011 Hitnotering: (Week 21) 22-10-2011 Hitnotering: (Week 22 t/m) 07-01-2012 t/m | Hitnotering: (Week 1 t/m 20) 21-05-2011 t/m 01-10-2011 Hitnotering: (Week 21) 22-10-2011 Hitnotering: (Week 22 t/m) 07-01-2012 t/m | Hitnotering: (Week 1 t/m 20) 21-05-2011 t/m 01-10-2011 Hitnotering: (Week 21) 22-10-2011 Hitnotering: (Week 22 t/m) 07-01-2012 t/m |
| Week: | 1 | 2 | 3 | 4 | 5 | 6 | 7 | 8 | 9 | 10 | 11 | 12 | 13 | 14 | 15 | 16 | 17 | 18 | 19 | 20 | | 21 | | 22 | 23 | 24 |
| --- | --- | --- | --- | --- | --- | --- | --- | --- | --- | --- | --- | --- | --- | --- | --- | --- | --- | --- | --- | --- | --- | --- | --- | --- | --- | --- |
| Positie: | 24 | 5 | 7 | 9 | 11 | 10 | 18 | 25 | 42 | 35 | 41 | 44 | 60 | 47 | 61 | 49 | 66 | 67 | 64 | 98 | uit | 75 | uit | 98 | 92 | |